# Carlos Arias Torrico
Carlos Arias Torrico (Cliza, 26 augustus 1956) is een Boliviaans voormalig voetballer, die speelde als verdediger. Hij beëindigde zijn actieve loopbaan in 1992 bij de Boliviaanse club Club San José.

## Clubcarrière
Arias begon zijn professionele loopbaan bij Club Jorge Wilstermann en kwam daarnaast uit voor de Boliviaanse topclubs Club Bolívar en Club San José. Hij won in totaal vijfmaal de Boliviaanse landstitel.

## Interlandcarrière
Arias speelde in totaal achttien interlands voor Bolivia in de periode 1983-1989. Onder leiding van bondscoach Wilfredo Camacho maakte hij zijn debuut op 19 juli 1983 in de vriendschappelijke thuiswedstrijd tegen Chili (1-2), net als Reynaldo Zambrana, Eduardo Terrazas, Carlos Urizar en Rolando Coimbra. Arias nam met zijn vaderland driemaal deel aan de strijd om de Copa América: 1983, 1987 en 1989.
| Interlands van Carlos Arias Torrico voor Bolivia | Interlands van Carlos Arias Torrico voor Bolivia | Interlands van Carlos Arias Torrico voor Bolivia | Interlands van Carlos Arias Torrico voor Bolivia | Interlands van Carlos Arias Torrico voor Bolivia | Interlands van Carlos Arias Torrico voor Bolivia |
| №                                                | Datum                                            | Wedstrijd                                        | Uitslag                                          | Competitie                                       |                                                  |
| ------------------------------------------------ | ------------------------------------------------ | ------------------------------------------------ | ------------------------------------------------ | ------------------------------------------------ | ------------------------------------------------ |
| 1                                                | 19 Jul 1983                                      | Bolivia – Chili                                  | 1–2                                              | Vriendschappelijk                                |                                                  |
| 2                                                | 21 Aug 1983                                      | Bolivia – Peru                                   | 1–1                                              | Copa América                                     |                                                  |
| 3                                                | 24 Aug 1983                                      | Chili – Bolivia                                  | 4–2                                              | Vriendschappelijk                                |                                                  |
| 4                                                | 31 Aug 1983                                      | Colombia – Bolivia                               | 2–2                                              | Copa América                                     |                                                  |
| 5                                                | 14 Jun 1987                                      | Bolivia – Paraguay                               | 0–2                                              | Vriendschappelijk                                |                                                  |
| 6                                                | 23 Jun 1987                                      | Uruguay – Bolivia                                | 2–1                                              | Vriendschappelijk                                |                                                  |
| 7                                                | 28 Jun 1987                                      | Paraguay – Bolivia                               | 0–0                                              | Copa América                                     |                                                  |
| 8                                                | 01 Jul 1987                                      | Colombia – Bolivia                               | 2–0                                              | Copa América                                     |                                                  |
| 9                                                | 25 May 1989                                      | Bolivia – Paraguay                               | 3–2                                              | Vriendschappelijk                                |                                                  |
| 10                                               | 02 Jun 1989                                      | Paraguay – Bolivia                               | 2–0                                              | Vriendschappelijk                                |                                                  |
| 11                                               | 08 Jun 1989                                      | Bolivia – Uruguay                                | 0–0                                              | Vriendschappelijk                                |                                                  |
| 12                                               | 14 Jun 1989                                      | Uruguay – Bolivia                                | 1–0                                              | Vriendschappelijk                                |                                                  |
| 13                                               | 22 Jun 1989                                      | Bolivia – Chili                                  | 0–1                                              | Vriendschappelijk                                |                                                  |
| 14                                               | 27 Jun 1989                                      | Chili – Bolivia                                  | 2–1                                              | Vriendschappelijk                                |                                                  |
| 15                                               | 06 Jul 1989                                      | Ecuador – Bolivia                                | 0–0                                              | Copa América                                     |                                                  |
| 16                                               | 08 Jul 1989                                      | Bolivia – Chili                                  | 0–5                                              | Copa América                                     |                                                  |
| 17                                               | 10 Jul 1989                                      | Argentinië – Bolivia                             | 0–0                                              | Copa América                                     |                                                  |

## Erelijst
Club Jorge Wilstermann
- Liga de Fútbol

1980, 1981
 Club Bolívar
- Liga de Fútbol

1983, 1987, 1988